# Kelsey Haycook
Kelsey Haycook (* 19. April 1993 in Point Pleasant) ist eine US-amerikanische Fußballspielerin.

## Karriere
Während ihres Studiums an der La Salle University spielte Haycook von 2011 bis 2014 für die dortige Universitätsmannschaft der La Salle Explorers. Beim College-Draft der NWSL wurde sie zunächst von keinem Team berücksichtigt, das Online-Magazin Equalizer Soccer bezeichnete sie daraufhin als eine der besten ungedrafteten Offensivspielerinnen. Im April 2015 wurde Haycook gemeinsam mit Taylor Comeau und Sarah Jackson als Amateurspielerin in den erweiterten Kader des NWSL-Teilnehmers Portland Thorns FC berufen und debütierte dort am 9. Mai im Heimspiel gegen das Franchise der Washington Spirit. Im Sommer 2015 wechselte sie nach vier Einsätzen für Portland zum norwegischen Erstligisten Vålerenga Oslo.